# الدوري الأردني 2002–03
كان الدوري الأردني 2002-2003 هو الموسم الـ 52 من الدوري الأردني الممتاز، وهو دوري الدرجة الأولى لأندية كرة القدم التابعة للاتحاد الأردني. فاز الفيصلي بالبطولة، بينما هبط العربي والرمثا. شارك ما مجموعه 10 فرق.